# 舞鹤草
舞鹤草（学名：Maianthemum bifolium）为百合科舞鹤草属下的一个种。